# ألنصوة
الألنُصوة أو الألونسوة (باللاتينية: Alonsoa) هو جنس نباتي من الفصيلة الغدبية. ويسمى هذه الجنس أيضا بزهرة القناع (Mask-flower).
يعيش هذا الجنس من النبات في وسط وغرب أمريكا الجنوبية من المكسيك إلى جنوب بيرو وتشيلي. وهناك نوعين على الأقل تنمو في جنوب أفريقيا.
تنمو لطول 30-100 سم ولها أوراق صغيرة بيضاوية ومسننة. وأزهارها الملونة (حمراء أو برتقالية أو صفراء أو بيضاء أو زرقاء في بعض الأحيان) تحمل على شمراخ فضفاض.
اشتق أسمه من أسم ألونسو زانيني (Alonso Zanoni) وهو مسؤول إسباني في بوغوتا.

## لائحة الأنواع
يوجد 12 نوعًا من جنس الألونسوة هي:
- ألونسوة حادة الأوراق (باللاتينية:  Alonsoa acutifolia Ruiz & Pav.)
- ألونسوة بيضاء الزهر (باللاتينية:  Alonsoa albiflora G.Nicholson)
- ألونسوة أذينية (باللاتينية:  Alonsoa auriculata Diels)
- ألونسوة مجنحة (باللاتينية:  Alonsoa caulialata Ruiz & Pav.)
- ألونسوة مهلبة (باللاتينية:  Alonsoa hirsuta  (Spreng.) Steud.)
- ألونسوة فخرية (باللاتينية:  Alonsoa honoraria Grau)
- ألونسوة خطية (باللاتينية:  Alonsoa linearis (Jacq.) Ruiz & Pav.)
- ألونسوة جنوبية (باللاتينية:  Alonsoa meridionalis (L.f.) Kuntze)
- ألونسوة صغرى (باللاتينية:  Alonsoa minor Edwin)
- ألونسوة الشاحبة (باللاتينية:  Alonsoa pallida Edwin)
- ألونسوة سويقية (باللاتينية:  Alonsoa peduncularis (Kuntze) Wettst.)
- ألونسوة رباعية الورق (باللاتينية:  Alonsoa quadrifolia G.Don)
- ألونسوة منشارية (باللاتينية:  Alonsoa serrata Pennell)